# Leptotarsus annulipes
Leptotarsus annulipes är en tvåvingeart som först beskrevs av Philippi 1866.  Leptotarsus annulipes ingår i släktet Leptotarsus och familjen storharkrankar. Inga underarter finns listade i Catalogue of Life.